# Yanagawa Nobuyuki
Yanagawa Nobuyuki (柳川 信行 en japonés) (Kochi, Japón, 22 de enero de 1974) es un exluchador de sumo japonés. Perteneció a la Mihogaseki beya. Tiene 179 cm. de alto y 189 kg. de peso.
Nobuyuki Yanagawa empezó el sumo a temprana edad. Ganó un campeonato en reunión a la aficionada a la edad de un estudiante universitario. En 1996, se volvió un luchador del sumo profesional. En 1998, se volvió un luchador del sumo de jūryō. Era secundariamente fuerte en 2003 en jūryō. 
Sus resultados en total son 358 victorias, 367 derrotas, 24 ausencias (358 - 367 - 24).
En enero de 2011 anuncia su retirada tras finalizar el Hatsu Basho.
Nunca debutó en makuuchi.
Nunca ganó ningún yusho de ninguna categoría.

## Historial
| Año (Honbasho) | Hatsu Basho (enero) (ciudad de Tokio)     | Haru Basho (marzo) (ciudad de Osaka) | Natsu Basho (mayo) (ciudad de Tokio) | Nagoya Basho (julio) (ciudad de Nagoya) | Aki Basho (septiembre) (ciudad de Tokio) | Kyushu Basho (noviembre) (ciudad de Fukuoka) | Victorias / Derrotas / Ausencias |
| 1996           | Makushita Tsukedashi 60 Hatsu Dohyō 5 - 2 | Makushita 37 Oeste 2 - 5             | Makushita 55 Oeste 4 - 3             | Makushita 45 Oeste 5 - 2                | Makushita 27 Este 5 - 2                  | Makushita 14 Este 3 - 4                      | 24 - 18                          |
| 1997           | Makushita 21 Oeste 3 - 4                  | Makushita 31 Este 6 - 1              | Makushita 13 Este 4 - 3              | Makushita 15 Este 4 - 3                 | Makushita 6 Este 4 - 3                   | Makushita 5 Este 5 - 2                       | 26 - 16                          |
| 1998           | Makushita 1 Oeste 4 - 3                   | Jūryō 13 Oeste 9 - 6                 | Jūryō 8 Oeste 4 - 11                 | Makushita 3 Este 2 - 5                  | Makushita 15 Oeste 4 - 3                 | Makushita 12 Este 4 - 3                      | 27 - 31                          |
| 1999           | Makushita 7 Este 4 - 3                    | Makushita 4 Oeste 5 - 2              | Jūryō 13 Oeste 3 - 12                | Makushita 7 Este 3 - 4                  | Makushita 12 Este 0 - 5 - 2              | Makushita 47 Este 0 - 0 - 7                  | 20 - 26 - 9                      |
| 2000           | Makushita 47 Este 5 - 2                   | Makushita 29 Oeste 5 - 2             | Makushita 17 Este 4 - 3              | Makushita 11 Oeste 6 - 1                | Makushita 2 Oeste 4 - 3                  | Jūryō 12 Este 5 - 10                         | 29 - 21                          |
| 2001           | Makushita 4 Oeste 5 - 2                   | Jūryō 13 Este 8 - 7                  | Jūryō 9 Oeste 8 - 7                  | Jūryō 7 Oeste 5 - 10                    | Jūryō 12 Oeste 7 - 8                     | Jūryō 13 Este 5 - 10                         | 38 - 44                          |
| 2002           | Makushita 5 Oeste 2 - 5                   | Makushita 16 Oeste 3 - 4             | Makushita 13 Este 5 - 2              | Makushita 5 Oeste 1 - 3 - 3             | Makushita 23 Oeste 0 - 0 - 7             | Makushita 23 Oeste 5 - 2                     | 16 - 16 - 10                     |
| 2003           | Makushita 12 Oeste 5 - 2                  | Makushita 4 Este 4 - 3               | Makushita 1 Oeste 4 - 3              | Jūryō 12 Oeste 10 - 5                   | Jūryō 6 Oeste 5 - 10                     | Jūryō 9 Este 6 - 9                           | 34 - 32                          |
| 2004           | Jūryō 9 Este 5 - 10                       | Jūryō 13 Oeste 3 - 12                | Makushita 6 Este 1 - 5 - 1           | Makushita 22 Este 6 - 1                 | Makushita 8 Este 1 - 6                   | Makushita 26 Oeste 4 - 3                     | 20 - 37 - 1                      |
| 2005           | Makushita 21 Oeste 5 - 2                  | Makushita 14 Este 5 - 2              | Makushita 7 Este 3 - 4               | Makushita 11 Este 2 - 5                 | Makushita 23 Este 5 - 2                  | Makushita 14 Este 5 - 2                      | 25 - 17                          |
| 2006           | Makushita 6 Oeste 2 - 5                   | Makushita 16 Este 1 - 2 - 4          | Makushita 39 Este 4 - 3              | Makushita 30 Este 6 - 1                 | Makushita 11 Este 2 - 5                  | Makushita 25 Este 3 - 4                      | 18 - 20 - 4                      |
| 2007           | Makushita 32 Oeste 5 - 2                  | Makushita 20 Este 4 - 3              | Makushita 16 Este 5 - 2              | Makushita 7 Oeste 3 - 4                 | Makushita 10 Oeste 2 - 5                 | Makushita 19 Este 1 - 6                      | 20 - 22                          |
| 2008           | Makushita 42 Este 4 - 3                   | Makushita 32 Oeste 4 - 3             | Makushita 25 Este 2 - 5              | Makushita 40 Oeste 5 - 2                | Makushita 27 Oeste 4 - 3                 | Makushita 19 Este 3 - 4                      | 22 - 20                          |
| 2009           | Makushita 28 Oeste 1 - 6                  | Makushita 54 Este 5 - 2              | Makushita 34 Oeste 6 - 1             | Makushita 12 Oeste 2 - 5                | Makushita 24 Oeste 3 - 4                 | Makushita 31 Este 5 - 2                      | 22 - 20                          |
| 2010           | Makushita 21 Oeste 1 - 6                  | Makushita 44 Oeste 6 - 1             | Makushita 17 Este 2 - 5              | Makushita 32 Este 5 - 2                 | Makushita 16 Este 3 - 4                  | Makushita 20 Este 2 - 5                      | 19 - 23                          |
| 2011           | Makushita 31 Oeste 2 - 5                  | ─                                    | ─                                    | ─                                       | ─                                        | ─                                            | 2 - 5                            |